# Béal an Daingin
Béal an Daingin (en anglès Bealadangan) és una vila d'Irlanda, a la Gaeltacht de Connemara, al comtat de Galway, a la província de Connacht. La llengua habitual del llogaret és l'irlandès, encara que tothom llevat alguns ancians poden parlar anglès. Hi ha un pub, una oficina de correus i una escola primària (Toureen) a uns kilòmetres del llogaret.
Aquesta zona és rica en tradició. Molts dels residents segueixen collint torba per a la calefacció de les seves llars durant els mesos d'hivern. El cant Sean Nós encara es practica a nivell local. Raidió na Gaeltachta és l'estació de ràdio local en llengua irlandesa local i molts cantants i músics locals s'hi poden escoltar a la seva web.
El nom deriva de l'irlandès béal an daingin que vol dir la boca del lloc segur. Les viles més properes són Leitir Móir and An Cheathrú Rua.